# Porthidium dunni
Espèce
Synonymes
- Trimeresurus dunni Hartweg & Oliver, 1938
- Bothrops dunni (Hartweg & Oliver, 1938)

Statut de conservation UICN

 LC  : Préoccupation mineure
Porthidium dunni est une espèce de serpents de la famille des Viperidae.

## Répartition
Cette espèce est endémique du Mexique. Elle se rencontre dans les plaines côtières de l'État d'Oaxaca et dans l'ouest du Chiapas.

## Description

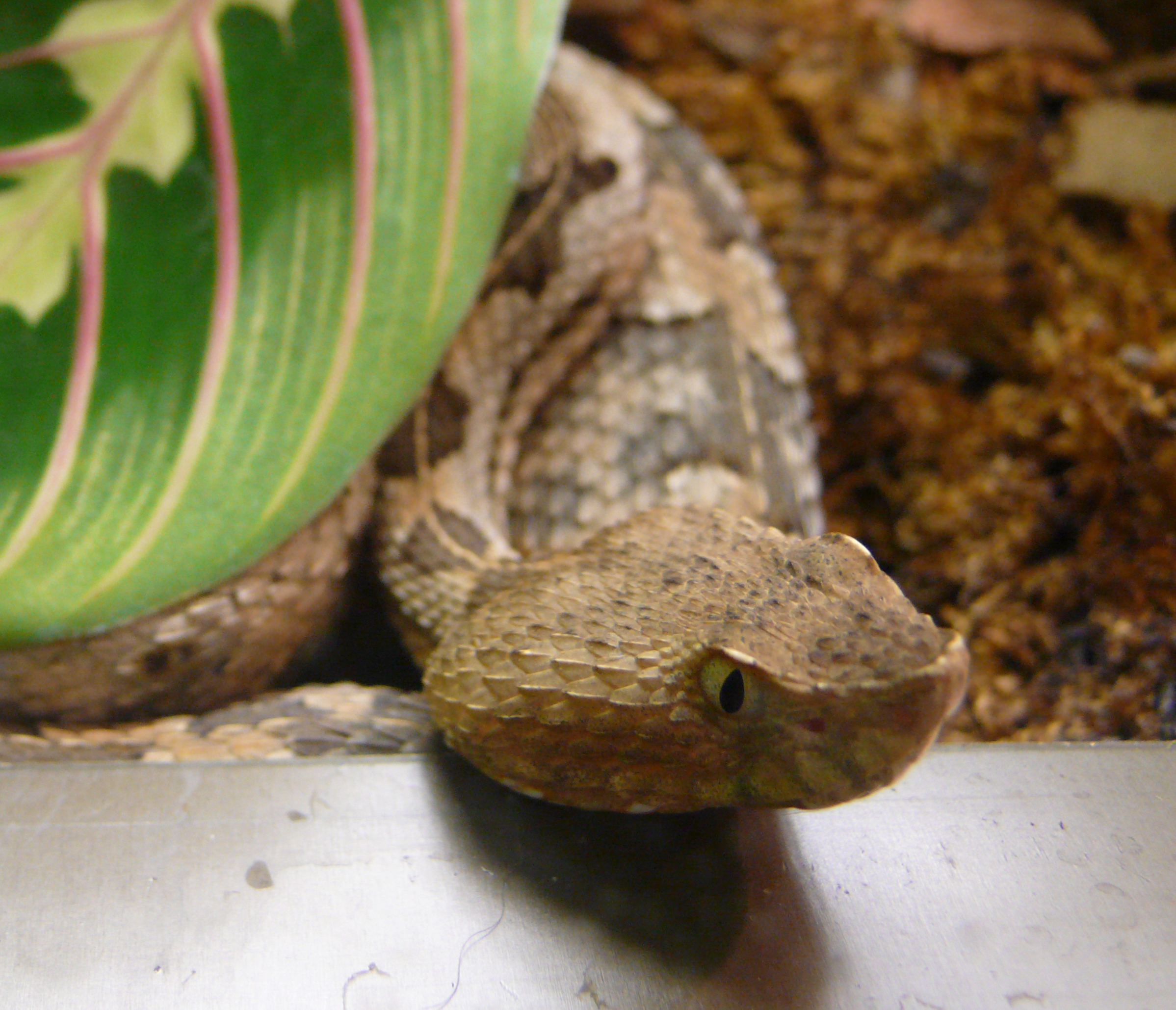

L'holotype de Porthidium dunni, une femelle, mesure 404 mm dont 46 mm pour la queue. C'est un serpent venimeux.

## Étymologie
Cette espèce est nommée en l'honneur de Emmett Reid Dunn.

## Publication originale
- Hartweg & Oliver, 1938 : A contribution to the herpetology of the isthmus of Tehuantepec. III. Three new snakes from the Pacific slope. Occasional Papers of the Museum of Zoology, University of Michigan, n. 390, p. 1-8 (texte intégral).